# Zagueré
Zagueré est une banlieue de la ville de Léré, situé dans la région de Mayo-Kebbi au sud-ouest du Tchad. 

## Géographie
Zagueré est une banlieue de Léré. La banlieue de Zagueré est située près de la ville de Léré, dans le sud-ouest du Tchad, à proximité de la frontière avec le Cameroun. Cette région appartient à la province du Mayo-Kebbi Ouest, connue pour ses paysages de savane, ses cours d’eau, et son importance dans les activités agropastorales et commerciales locales.